# Протокол бездротових програм

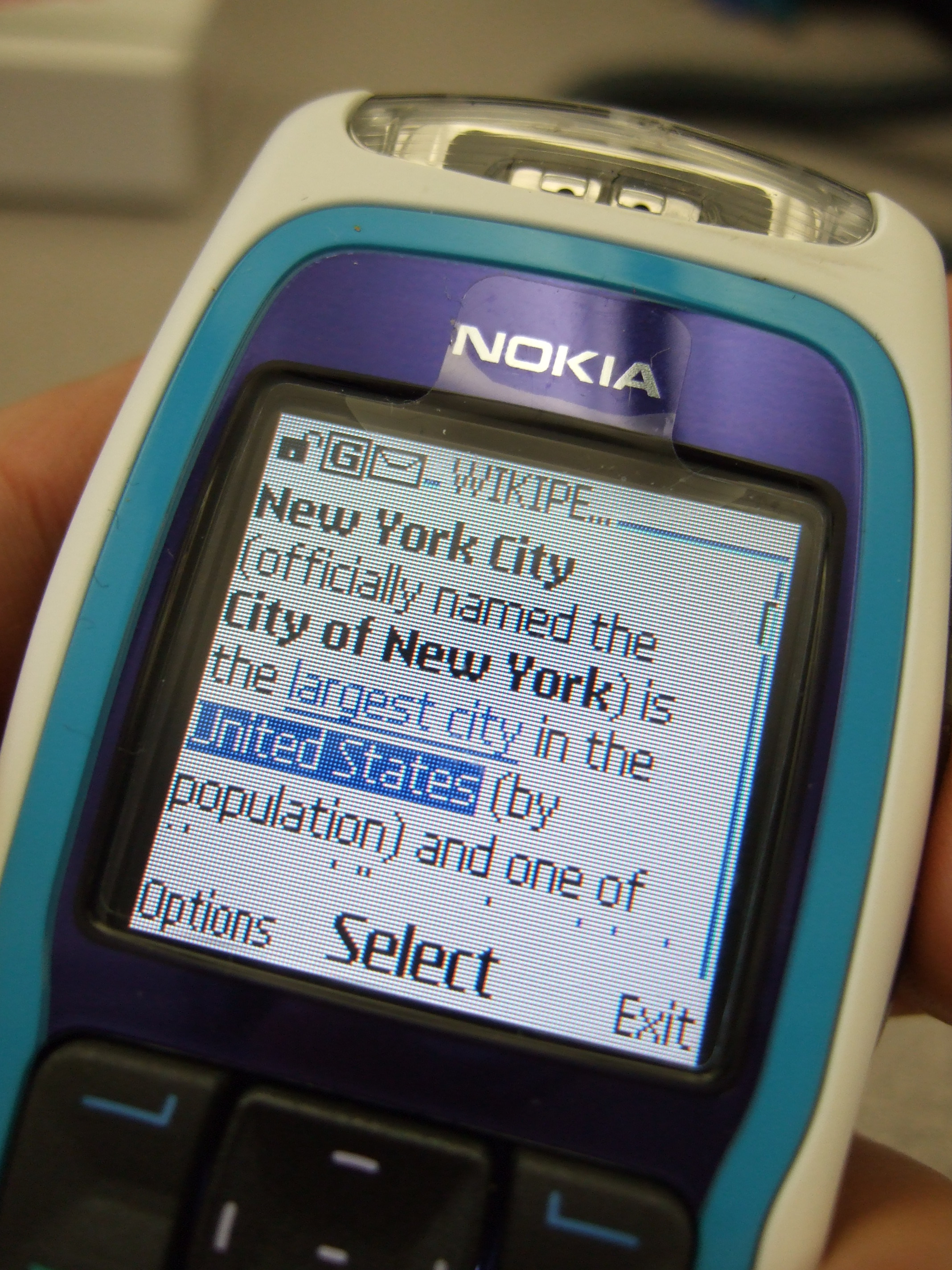
Nokia 3220

Протокол безпровідної передачі даних, (WAP, Wireless Application Protocol) — технологія, що використовується для запуску Інтернет-додатків на мобільних терміналах. Інтернет-додатки, призначені для такого використання повинні бути підготовлені в спеціальному форматі і придатні для відпрацювання на мобільних терміналах з використанням низькошвидкісних каналів передачі даних існуючих мереж стільникового зв'язку. 
Технологія підтримується і деякими українськими операторами,але,його популярність падає-так,як з'явилися нові технології.
При цьому всьому-всі сайти можуть робитися під мобільні пристрої і без WAP(наприклад,мобільні версії на Android-смартфони та інше).
Мобільні оператори навіть задля оптимізації-уже відмовляються від цієї ж послуги.
Відкритий міжнародний стандарт, призначений для доступу до Інтернету з мобільних телефонів. Хоча особливої популярності перегляд WAP-версій інтернет-сайтів так і не набув, проте сьогодні WAP широко використовується для передачі інформації на мобільні телефони. Зокрема, у багатьох випадках передача рекламованих контент-провайдерами мелодій та ігор здійснюється саме з допомогою WAP.

## Історія WAP
В 1995 році компанія Unwired Planet (пізніше перейменована Phone.com, та Openwave) запропонувала протокол зв'язку для мереж CDMA, DAMPS (CDPD) та iDEN, що реалізований на базі мови програмування HDML (Handheld Device Markup Language).
В травні 1998 року була опублікована перша редакція WAP — v.1.0, але в ній було досить багато недоліків. І вже практично через рік, в липні 1999 року, представлено — WAP v.1.1. Влітку 2000 були оприлюднені варіант WAP v.1.2 та його підвид WAP v.1.2.1. Остання версія WAP v.2.0 з'явилась в січні 2002-го року.

## WAP 2.0
WAP 2.0 — поліпшена версія WAP, що використовує скорочений варіант XHTML та CSS, тобто це означає, що сайт WAP 2.0 може бути відкритий за допомогою звичайного браузера на комп'ютері без установки будь-яких додаткових плагінів та ін.
WAP 2.0 сумісний з попередніми версіями WAP.
Більш сучасні мобільні телефони, тобто ті що випущені після 2005 року підтримують звичайний HTML та CSS. WAP-майстри також додають на свої сайти JavaScript, для динамічності.
Використовуються найрізномінітніші застосунки CSS для більш приємного та зручного перегляду сайту. Сучасний WAP вже не є тим вапом яким він був 7-8 років тому. Стара мова розмітки WML фактично не використовується. На сьогодні розвивається багато різних мобільних порталів із завантаженнями. Вебхостинги створюють мобільні версії своїх сервісів. Найпопулярніші соц. мережі мають також полегшені версії. Розвиваються різноманітні CMS для wap-сайтів, як наприклад, найпопулярніші в укрвапі DCMS (має українську локалізацію), JohnCMS (має українську локалізацію), MobileCMS (є переклади, та ланг паки), RotorCMS.